# Earth Sick
Earth Sick è il quarto album in studio della cantante e musicista danese Oh Land, pubblicato nel 2014.

## Tracce
1. Machine – 3:58
2. Favor Friends – 3:17
3. Head Up High – 3:33
4. Earth Sick – 4:44
5. Nothing Is Over – 3:07
6. Doubt My Legs – 4:31
7. Half Hero – 3:24
8. Daylight – 4:24
9. Hot 'N' Bothered – 3:59
10. Little Things – 3:43
11. Flags – 3:40
12. No Particular Order – 4:18
13. Trailblazer – 4:42